# Melvin Stewart
Melvin Monroe Stewart (Gastonia, 16 de novembro de 1968) é um ex-nadador norte-americano, campeão olímpico e mundial dos 200 metros borboleta.
Nos Jogos Olímpicos de Seul em 1988, ficou em quinto lugar nos 200m borboleta. Na edição seguinte em Barcelona 1992, ganhou a medalha de ouro batendo o recorde olímpico, além de ganhar mais duas medalhas pelos revezamentos americanos.
Foi detentor do recorde mundial dos 200m borboleta entre 1991 e 1995.
Depois de não se qualificar para as Olimpíadas de Atlanta em 1996, Stewart começou a perseguir uma carreira na indústria do entretenimento. Ele apareceu em peças de teatro, filmes e televisão. Ele foi repórter da ABC Sports. Stewart tem escrito vários filmes, e está atualmente trabalhando em um livro de memórias.